# Gastronomia e interdisciplinaridade
A gastronomia perpassa os caminhos da
formação humana encontrando com as ciências humanas e naturais. Neste caminho
ela se alimenta da história, da química, da física, da antropologia.
Alimenta-se da teia de saberes interdisciplinar.
Segundo Toledo (2010) um
aluno de gastronomia não pode se reduzir a um mero reprodutor de receitas e
pratos bem elaborados. Cada disciplina do currículo abarca conceitos muito além
do fogão e da prática operacional.
O
primeiro relato fiel sobre gastronomia data de 1825 e foi escrito por Jean
Anthelme Brillat Savarin, advogado, escritor e gourmet com o título
original em francês Physiologie du Goût, editada dois meses antes de sua
morte, traduzido para o português como Fisiologia do Gosto. O autor
visava a ordenar harmonicamente os festins. Ofereceu uma série de normas
práticas de como proceder para que uma refeição fosse perfeita.
Savarin (2004) tomou como base para seus relatos a
gastronomia que foi desenvolvida nos séculos anteriores e associou ao conjunto
de saberes que desenvolveu sobre a importância do gosto no ato de cozinhar e de
se alimentar.
A estética e as dimensões culturais na Gastronomia
caminham juntas. O ato de se alimentar tem que ser confortante e prazeroso.
Comer não é somente um ato fisiológico, ele está permeado de símbolos, sinais,
cores, texturas, temperaturas, ética e estética. De
acordo com Lody associou ao conjunto de saberes que
desenvolveu sobre a importância do gosto no ato de cozinhar e de se alimentar.
A
estética e as dimensões culturais na Gastronomia caminham juntas. O ato de se
alimentar tem que ser confortante e prazeroso. Comer não é somente um ato
fisiológico, ele está permeado de símbolos, sinais, cores, texturas,
temperaturas, ética e estética. De acordo com Lody ( in ARAÚJO, 2006, p.144), “o valor cultural
do ato de comer é cada vez mais entendido como um ato primordial, pois a comida
é tradutora de povos, nações, civilizações, grupos étnicos, comunidades,
famílias, pessoas”. 
Todos
nós comemos para muito além do cumprimento de uma função físico-biológica. Os
sentidos que envolvem a alimentação são emblemáticos e simbólicos, como
utensílios, espaço arquitetônico, mobiliário, protocolo à mesa e tantos outros
que cada cultura reverencia.
Podemos
assim nos alimentar sob vários enfoques, pensando que vivemos na era das
singularidades:
1.           
Cultural:
visando a uma educação antropológica e analisando por que o homem se alimenta e
qual a cultura que o rege. Alimentação em grupos, individuais, em família;
1.           
Religioso:
alimentos permitidos ou não de acordo com a crença, com a fé, com rituais;
2.           
Político:
como é o caso dos alimentos orgânicos: consumo por crer que esse tipo de
alimento salvará o planeta;
3.           
Filosófico:
muito além do aspecto religioso, alimentos que fazem bem ao espírito;
4.           
Econômico:
ditado pela situação financeira propriamente dita;
5.           
Fisiológico:
comer o que faz bem ao organismo, pensar em vitaminas e proteínas.
Todos
os enfoques estão ligados a comportamentos definidos pela sua bagagem, pela sua
vida, pelos seus limites e modelos de família e educação.
A realização de um trabalho interdisciplinar na
gastronomia exige ultrapassar as barreiras epistemológicas das disciplinas e
aportar nos sentidos que elas trazem por intermédio dos conhecimentos que
transitam pelos conteúdos abordados. Um docente de gastronomia tem que estar
muito além da realização de uma preparação no fogão, isto é, estar muito além
da receita executada e dessa técnica manual e artesanal. O saber proposto pela
atividade interdisciplinar na gastronomia renasce do diálogo entre as
diferentes áreas do saber. Ressaltamos Nicolescu (in
NICOLESCU, 2000, p. 14-15), sobre a transdisciplinaridade, dizendo que é
aquilo que está ao mesmo tempo entre as disciplinas, através das diferentes
disciplinas e além de qualquer disciplina.
Ainda sobre interdisciplinaridade Fazenda (2002, p.11), coloca
que:
Interdisciplinaridade é uma nova atitude diante da
questão do conhecimento, de abertura à compreensão de aspectos ocultos do ato
de aprender e dos aparentemente expressos, colocando-os em questão. Exige,
portanto, na prática, uma profunda imersão no trabalho cotidiano.
Os conceitos teóricos não se
dissociam da prática, pois toda prática pressupõe uma teoria. Essa parceria é
realizados com base em conceitos amplos e atualizados, compondo uma metodologia
de trabalho interdisciplinar. Essa ponte se dá no momento em que se esgota um
argumento e se busca apoio no outro, de forma livre, natural e parceira. Os
caminhos são traçados e professores e alunos transitam fundamentados em fontes
de conhecimentos e suas práticas.
1. ↑  FAZENDA, Ivani. Dicionário
em construção: interdisciplinaridade. 2. ed. - São Paulo : Cortez, 2002.

FAZENDA,
Ivani. FERREIRA, Nali Rosa Silva (orgs). Formação
de docentes interdisciplinares. p. 205 in
BORELLI, Andrea, TOLEDO, Rosana. A
história vai à mesa: uma vivência teórico-prática interdisciplinar.
Curitiba: CRV, 2013

LODY, Raul: Comer é pertencer. p. 144 in ARAÚJO, Wilma
Maria Coelho e TENSER, Carla Márcia Rodrigues (orgs). Gastronomia: cortes e recortes. VOL.I. São Paulo: Senac, 2007.

NICOLESCU, B. A prática da transdiciplinaridade. In: NICOLESCU, Basarab (org). Educação e
transdisciplinaridade. Brasília: UNESCO, 2000. Disponível em: www.cetrans.futuro.usp.br acesso em março/2012

SAVARIN,
B. A fisiologia do gosto. São Paulo:
Cia. das Letras, 2004.

TOLEDO, Rosana Fernandez Medina.  De cozinheiro a gastrônomo: um olhar para
formação do professor de gastronomia. São Paulo, 2010. Dissertação
(Mestrado) – Universidade Cidade de São Paulo.